# 池河 (汉水)
池河，是中国长江流域汉水水系的一条河流，位于陕西省石泉县境内，汇入汉水上游。河长114千米，流域面积1033平方千米，多年平均流量13立方米每秒。自然落差1914米。水能理论蕴藏量6万千瓦。